# Сан Клементе (Фрозиноне)
Сан Клементе је насеље у Италији у округу Фрозиноне, региону Лацио.
Према процени из 2011. у насељу је живело 100 становника. Насеље се налази на надморској висини од 151 м.